# Amour Fou (2014)
Amour Fou ist ein österreichischer Film von Jessica Hausner aus dem Jahr 2014. Die Hauptrollen spielen Christian Friedel und Birte Schnöink. Im Mittelpunkt steht das Verhältnis zwischen Heinrich von Kleist und Henriette Vogel, die zusammen durch Suizid sterben wollen. 
Der Film lief bei den Internationalen Filmfestspielen von Cannes in der Sektion Un Certain Regard sowie auf zahlreichen anderen Filmfestivals. Der Kinostart in Österreich war am 6. November 2014, in Deutschland am 15. Januar 2015.

## Handlung
Der Dichter Heinrich von Kleist leidet an diesem Preußen des Jahres 1811. Das Leben ist erstarrt in Konventionen, die keine Gefühle zulassen. Man redet nur von ihnen. Preußen ist pleite und zu Reformen gezwungen: Einführung der Steuer für alle, was die Abschaffung der Leibeigenschaft voraussetzt. Die obere Gesellschaftsschicht zeigt kein Verständnis und nimmt Neuerungen mit Befremden zur Kenntnis. Kleist leidet an diesem Leben. Er möchte sterben, aber nicht allein. Seine Fiktion ist, dass das gemeinsame Sterben mit einem geliebten Menschen der Ausdruck höchster Liebe sei. Seine Cousine Maria von Kleist lehnt sein Ansinnen entschieden ab, ohne dabei jedoch ihre Zuneigung zu Kleist in Frage zu stellen.
Als Kleist zu Gast bei einer Abendgesellschaft des Landrentmeister Louis Vogel weilt, der mit der landesweiten Erfassung der Zu-Besteuernden beschäftigt ist, lernt er dort dessen Frau Henriette kennen. Das dort vorgetragene Mozart-Lied nach dem Goethe-Gedicht Das Veilchen spiegelt ihr eigenes Schicksal wider. Henriette ist begeistert von Kleists Novelle Die Marquise von O., wird doch darin das in der eng gezirkelten Biedermeier-Welt der verheirateten Frauen Unvorstellbare dargestellt, nach dem man sich doch insgeheim sehnt. Auch ihr gegenüber offenbart sich Kleist nach der Analyse ihrer Gefühlslage („Mir scheint, Sie sind auch einsam und haben keinen Freund. Nichts ist Ihnen wirklich wichtig. Sie lieben nichts und niemand liebt Sie.“), indem er meint, nicht mit ihr leben, aber mit ihr sterben zu wollen. Henriette reagiert überrascht und will von seinem Vorschlag nichts wissen. Sie hat doch ihre Tochter Pauline und einen Mann.
Doch als bei ihr nach Ohnmachtsanfällen und Krämpfen ein unheilbares Unterleibsgeschwür diagnostiziert wird und sie zufällig die Diagnose des Arztes, dass sie wohl nicht mehr lange zu leben habe, mitbekommt, ist sie zum gemeinsamen Tod mit Kleist bereit. Dieser jedoch zeigt sich pikiert, weil sie ja nicht aus Liebe zu ihm und seiner Abneigung zum Leben, sondern aus Angst vor dem Tod sterben wolle. So nimmt er Abstand von dem gemeinsamen Tod mit Henriette.
Doch seine Hoffnung auf Marie bekommt einen objektiven Dämpfer: Marie hat inzwischen in Paris geheiratet. Dann also doch Henriette. Henriette schreibt einen Abschiedsbrief an ihren Mann und verabschiedet sich von ihrer Tochter. Sodann fahren Kleist und Henriette zu einem Gasthof auf dem Land. Doch dort taucht überraschend Adam Müller, ein gemeinsamer Bekannter, auf. Dieser verkennt die Situation. Er meint, die beiden bei einer heimlichen Liebesliaison überrascht zu haben. Seine Anspielungen beleidigen Kleist, der daraufhin Henriette und Adam Müller sitzenlässt und abreist.
Nach Maries Rückkehr aus Paris versucht Kleist wiederum die junge Frau davon zu überzeugen, gemeinsam zu sterben. Doch diesmal erteilt sie ihm eine strenge Abfuhr. Die Welt sei schlecht, aber man müsse sie bewältigen, auch er. Sterben müsse jeder für sich allein. So schreibt er nach inzwischen langer Zeit wieder einen Brief an Henriette und nimmt damit das gemeinsame Todesvorhaben wieder auf. Henriette ist dafür immer noch offen. Sie fühlt sich von Kleists Umwerbung geehrt und bekennt, dass sie oft an ihn denke.
Louis Vogel, der ein der damaligen Konvention entsprechendes distanziertes, aber schon Henriette achtendes, herzensgutes, fast liebevolles Verhältnis zu Frau und Tochter hat, bringt eine Hoffnung auf Heilung für Henriettes vermeintliches Leiden aus Paris mit. Doch auch Kleist drängt. Das fällt Louis Vogel auf. Er spürt, dass zwischen beiden etwas sein könnte. Doch Henriette bekennt, dass sie mit Kleist nicht leben könnte. Der wäre zu egoistisch und egozentrisch. Louis gibt ihr tolerant freie Hand für ihr weiteres Tun. Er würde dieses Verhältnis akzeptieren. Doch Henriette ist im Zwiespalt. Da ist das Unmögliche, diese außergewöhnliche Beziehung zu dem hoch verehrten Dichter Kleist, aber da ist auch die Haltung ihres Mannes, die Beziehung zu ihrer Tochter, die Aussicht auf Heilung. Doch faktisch läuft die von Kleist organisierte Aktion zur Selbsttötung an. Kleist holt Henriette von zu Hause ab. Louis rät ihr noch zu, diesen Ausflug zu unternehmen, der ihrer Gesundheit wohltun würde. Henriette hat sich nicht auf einen endgültigen Abschied vorbereitet. Im Unterschied zum ersten Versuch trägt sie nicht schwarz, sondern ist in gelb gekleidet. Die Übernachtung in einer schäbigen Absteige ekelt sie an. Kleist kann sie mit seinen Anbetungen nicht erreichen. Sie sind leer. Es ist wie eine Hinrichtung. Sie hat plötzlich Einwände gegen den gemeinsamen Tod. Als sie sich Kleist zuwendet, erschießt er sie hastig. Nach zwei Fehlversuchen gelingt es Kleist mit einer weiteren Pistole sich selbst zu töten. 
Louis Vogel ist damit beschäftigt, einen Abschiedsbrief seiner Frau zu suchen. Er findet ihn verborgen in ihren Sachen. Nachdem er sich zum Ort der Selbsttötung begeben hat, sieht er die Leiche seiner Frau und die von Kleist, die nebeneinander liegen. Er stellt sich die Frage, ob es doch Liebe war, was diese beiden Menschen verbunden hat. Dann muss er auch noch erfahren, dass die Obduktion seiner Frau ergeben hat, dass sie überhaupt nicht organisch krank war. Es wurde keine Geschwulst gefunden. Louis setzt sein Leben scheinbar ungerührt fort, hört das Lamentieren über die neue Steuer unter den Freunden. Die Tochter Pauline spielt und singt das scheinbar todessehnsüchtige Beethoven-Lied Wo die Berge so blau aus dem Liederzyklus An die ferne Geliebte nach einem Text von Alois Jeitteles, das auch die Mutter sang. Nur singt sie eine weitere Strophe und darin ist keine Todessehnsucht mehr, sondern Sehnsucht nach Liebesbeisammensein.

## Produktionsnotizen
Der Film wurde produziert von Coop99 in Zusammenarbeit mit Essential Filmproduktion und der Amour Fou Filmproduktion. Ein großer Aufwand wurde in das Kostüm- und Produktionsdesign gesteckt, um die Klischees von vergleichbaren Genrefilmen zu vermeiden. Hausner verfolgte eine klare Ästhetik mit dem Fokus auf gelbe und rote Farben. Inspiration waren dabei Gemälde des Malers Johannes Vermeer. Die Dreharbeiten fanden in der Zeit von Februar bis Oktober 2013 in Luxemburg, Österreich und Deutschland statt.

## Rezeption

### Kritik
Claudia Lenssen von epd Film schrieb, dass Jessica Hausner die Vorgeschichte des Doppelselbstmordes neu interpretierte und dabei auch dessen Mythos sezierte, und lobte das „handwerklich ausgezeichnete Schauspielensemble“, das „in vielen stummen Passagen die mysteriöse Oberflächenqualität historischer Porträts“ entfalte. Der Parabelcharakter des Films werde durch „die minimalistische, fast statuarische Ruhe“ der „visuellen Erzählformen“ unterstrichen. Der Filmdienst schrieb, das in „makellosen, aber aseptischen Bildern erstarrende Historiendrama“ sei „darstellerisch uneinheitlich“ und lasse „jede Form von Lebendigkeit vermissen“. In seiner „artifiziellen Kunstsprache“ werde der Film „weder der dargestellten Epoche noch seinen Figuren“ gerecht. Ulf Lepelmeier in der Filmstarts-Kritik meinte, dass der Film die gesellschaftliche Enge des beginnenden 19. Jahrhunderts in seiner formalen Strenge spiegele und gleichzeitig durch trockenen Dialogwitz einen unerwarteten amüsanten Unterton bekomme. Hannah Pilarczyk schrieb im Spiegel Amour Fou zeige Heinrich von Kleist als brillanten Kopf, der die intellektuelle Beschränkung seiner Zeit überwunden hatte – nur um sich danach umzubringen. „Ein tragischer Tod? Gewiss. Aber auch ein dämlicher.“ Nino Klingler meinte, dass Hausner Kleists Poetik der Umstülpung etablierter Weltbilder zuletzt gegen ihn selbst wandte. Der Film halte beständig Kontakt zur Kleist’schen Denkwelt, um diese quasi von innen heraus zu entlarven. Der Film sei ein gewitzter (durchaus feministisch zu nennender) Einspruch, der sich unverblümt anachronistisch in die vergangenen Männersachen einmische und Ordnung stifte, wo zuvor Unordnung gewesen sei.

### Auszeichnungen
Der Film wurde beim Österreichischen Filmpreis 2015 in den Kategorien Bestes Drehbuch (Jessica Hausner) sowie Bester Schnitt (Karina Ressler) ausgezeichnet. Nominiert war er außerdem in den Kategorien Bester Spielfilm, Beste Regie, Beste weibliche Darstellerin (Birte Schnöink), Bestes Kostümbild (Tanja Hausner) und Bestes Szenenbild (Katharina Wöppermann).